# Entedon secundus
Entedon secundus är en stekelart som först beskrevs av Girault 1913.  Entedon secundus ingår i släktet Entedon och familjen finglanssteklar. Inga underarter finns listade i Catalogue of Life.